# BMW 132
BMW 132 byl devítiválcový hvězdicový motor vyráběný od roku 1933. Šlo o licenční verzi amerického motoru Pratt & Whitney Hornet. Motor se rozšířil hlavně na transportních letounech, poháněl stroje jako byl Junkers Ju 52, nebo některé verze letounu Junkers Ju 86.

## Hlavní technické údaje

### BMW 132N
- Typ: Vzduchem chlazený čtyřdobý zážehový hvězdicový devítiválec, přeplňovaný jednorychlostním jednostupňovým kompresorem
- Vrtání: 155,5 mm
- Zdvih: 162 mm
- Objem válců: 27,7 litru
- Kompresní poměr: 6,93
- Průměr: 1256 mm
- Délka: 1727 mm
- Hmotnost suchého motoru: 525 kg
- Výkon:
  - 645 kW na úrovni mořské hladiny
  - 716 kW při 2450 ot/min ve výšce 3000 m
- Měrná spotřeba paliva: 0,33 kg.kW.h